# Stegbruck
Stegbruck ist ein Gemeindeteil der Stadt Herrieden im Landkreis Ansbach (Mittelfranken, Bayern). Stegbruck liegt in der Gemarkung Heuberg.

## Geografie
Das Dorf liegt am rechten Ufer der Altmühl. Es ist umgeben von einer flachhügeligen Ebene bestehend aus Grünland mit vereinzeltem Baumbestand und Ackerland. Im Nordwesten wird das Flurgebiet Im Mühlgrund genannt. Eine Gemeindeverbindungsstraße führt nach Hilsbach (1,7 km nordwestlich) bzw. nach Brünst zur Kreisstraße AN 37 (1,3 km südöstlich). Eine weitere Gemeindeverbindungsstraße führt nach Herrieden zur Staatsstraße 2249 (0,7 km nordöstlich) bzw. nach Stadel (2 km westlich).

## Geschichte
Der Ort wurde im 12. Jahrhundert gegründet und nach der in der Nähe befindlichen Brücke über die Altmühl benannt. Im Jahre 1802 gab es im Ort 16 Haushalte, die alle dem eichstättischen Oberamt Wahrberg-Herrieden unterstanden. Mit dem Gemeindeedikt (frühes 19. Jahrhundert) gehörte Stegbruck zum Steuerdistrikt Heuberg. Wenig später entstand die Ruralgemeinde Stegbruck gebildet. Sie war in Verwaltung und Gerichtsbarkeit dem Landgericht Herrieden zugeordnet. Spätestens 1840 wurde Stegbruck der Ruralgemeinde Heuberg zugewiesen.
Am 1. Juli 1971 wurde Stegbruck im Zuge der Gebietsreform in Bayern nach Herrieden eingemeindet.

### Baudenkmäler
In Stegbruck gibt es acht Baudenkmäler:
- Katholische Ortskapelle Heilige Vierzehn Nothelfer, kleiner Saalbau, massiv, mit Satteldach, Dachreiter, 18. Jahrhundert; mit Ausstattung
- Stegbruck 3: Wohnstallhaus, eingeschossiges Gebäude mit Steildach, mit hölzernem rundbogigen Türstock, bezeichnet 1753, mit Hausmadonna
- Stegbruck 6: Steinrelief, heiliger Michael, zweite Hälfte 16. Jahrhundert, von der ehemaligen Wallfahrtskirche in Rauenzell, traufseitig am Wohngebäude; Brunnenschacht mit Relief, bezeichnet 17 .3., wohl um 1800, im Hof
- Stegbruck 11: im Hof: hölzerner Schöpfbrunnen, rundgemauerter Schacht, 18./19. Jahrhundert
- Stegbruck 14: im Hof: hölzerner Schöpfbrunnen, rundgemauerter Schacht, 18./19. Jahrhundert
- Stegbruck 16: ehemaliges Wohnstallhaus, erdgeschossiger Bau mit verputztem Fachwerkgiebel und Satteldach, um 1800
- Schloßfeld; Von Stegbruck nach Stadel: Wegkreuz, Gusseisen auf Sandsteinsockel, Mitte 19. Jahrhundert; an der Gemarkungsgrenze nach Stadel an der Straße
- Sterngaßfeld: Wegkreuz, Gusseisen auf Sandsteinsockel, wohl 19. Jahrhundert; einen Kilometer außerhalb in Richtung Brünst

### Einwohnerentwicklung
| Jahr      | 001818 | 001840 | 001861 | 001871 | 001885 | 001900 | 001925 | 001950 | 001961 | 001970 | 001987 |
| Einwohner | 131    | 212    | 127    | 120    | 130    | 128    | 147    | 174    | 117    | 124    | 106    |
| Häuser    | 24     | 26     |        |        | 27     | 23     | 22     | 24     | 22     |        | 25     |
| Quelle    | [ 11 ] | [ 12 ] | [ 13 ] | [ 14 ] | [ 15 ] | [ 16 ] | [ 17 ] | [ 18 ] | [ 19 ] | [ 20 ] | [ 1 ]  |

## Religion
Der Ort ist römisch-katholisch geprägt und bis heute nach St. Vitus und Deocar (Herrieden) gepfarrt. Die Einwohner evangelisch-lutherischer Konfession sind nach Christuskirche (Herrieden) gepfarrt.